# Francja na Zimowych Igrzyskach Olimpijskich 1932
Francję na Zimowych Igrzyskach Olimpijskich 1932 reprezentowało ośmioro zawodników: siedmiu mężczyzn i jedna kobieta. Był to trzeci start reprezentacji Francji na zimowych igrzyskach olimpijskich.
Para sportowa w łyżwiarstiwe figurowym Andrée Brunet, Pierre Brunet zdobyła pierwszy złoty medal dla reprezentacji Francji na zimowych igrzyskach olimpijskich.

## Zdobyte medale
| Medal | Zawodnik                     | Dyscyplina           | Konkurencja   | Rezultat |
| ----- | ---------------------------- | -------------------- | ------------- | -------- |
| Złoto | Andrée Brunet, Pierre Brunet | Łyżwiarstwo figurowe | pary sportowe | 76,7 pkt |

## SKład kadry

### Biegi narciarskie
Mężczyźni
| Konkurencja   | Zawodnik        | czas      | Pozycja |
| ------------- | --------------- | --------- | ------- |
| Bieg na 18 km | Léonce Cretin   | 1:36:42,0 | 19.     |
| Bieg na 18 km | Albert Secretan | 1:38:39,0 | 24.     |
| Bieg na 18 km | Paul Mugnier    | 1:41:34,0 | 30.     |
| Bieg na 18 km | Raymond Berthet | 1:43:42,0 | 36.     |

### Bobsleje
Mężczyźni
| Osada | Zawodnik                    | Konkurencja | Ślizg 1 | Ślizg 2 | Ślizg 3 | Ślizg 4 | Łącznie | Pozycja |
| ----- | --------------------------- | ----------- | ------- | ------- | ------- | ------- | ------- | ------- |
| FRA-1 | Louis Balsan Armand Delille | Dwójki      | 2:20,10 | 2:19,37 | 2:13,56 | 2:09,56 | 9:02,59 | 11.     |

### Łyżwiarstwo figurowe
| Zawodnik                    | Konkurencja   | Nota | Pozycja |
| --------------------------- | ------------- | ---- | ------- |
| Andrée Brunet Pierre Brunet | Pary sportowe | 76,7 | złoto   |